# The O’Reillys and the Paddyhats
The O’Reillys and the Paddyhats sind eine Irish-Folk-Punk-Gruppe aus Gevelsberg. Aus dem Irish-Folk-Duo The O’Reillys gründete sich 2011 die anfangs sechsköpfige Band The O’Reillys and the Paddyhats. Die oftmals nur als Paddyhats bezeichnete Band hat unter anderem Konzerte auf dem Wacken Open Air, in Russland, Spanien, Frankreich, Ungarn, den Niederlanden und der Schweiz gespielt.

## Geschichte
Die beiden Gevelsberger Musiker Sean und Dwight O’Reilly traten als Irish-Folk-Duo The O’Reillys von 2009 bis 2011 vor allem in Nordrhein-Westfalen auf. Durch eine Begegnung mit dem Bassisten Paddy und der Geigerin Emily O’Farrell in einem Gevelsberger Pub wurden die ersten Absichten verfestigt, eine größere durch Rock und Punk beeinflusste Band zu gründen. Als schließlich Dr. Bones am Schlagzeug und Zack O’Hara an der E-Gitarre, beide aus befreundeten Bands, zusagten, waren The O’Reillys and the Paddyhats gegründet.
Der Name setzt sich aus dem vom Duo übernommenen Namen The O’Reillys und dem Wort für die typisch irischen Schiebermützen „Paddyhats“ zusammen, wobei „Paddy“ eine in Irland häufige Kurzform des männlichen Vornamens Patrick ist.
Die Paddyhats gründeten noch im selben Jahr ihr eigenes Festival, das O’Reilly Festival (damals Irish Folk Punk Party) mit bis zu 1000 Besuchern. 2012 produzierten sie in den Dialog Studios in Oberhausen ihr erstes Demo-Album Sound of Narrow Streets. In den darauffolgenden Jahren widmete sich die Band vor allem Live-Auftritten. Auftritte gab es unter anderem im SO36 in Berlin, im Stadium Life und Sevens Club in Moskau, im Gruta 77 in Spanien, im Molodoi in Straßburg und im Barba Negra in Budapest. 2016 spielten sie neben dem Irish Folk Open Air Poyenberg auch auf dem von Fiddler’s Green ausgerichteten Shamrock Castle Festival.
Den vorläufigen Höhepunkt der Bandgeschichte stellen die Auftritte beim Open Air in Wacken 2016 dar. Auf der Biergartenbühne spielten sie insgesamt dreimal vor mehreren tausend Menschen.
Für ihr zweites Album konnten die Paddyhats mit einem Crowdfunding über Startnext über 8000 Euro von ihren Fans einnehmen.
Das Album Seven Hearts One Soul wurde zusammen mit Produzent Jörg Umbreit in den Principal Studios in Senden produziert.
Zu ihrem Song Barrels of Whiskey drehten die sieben Musiker ein Musikvideo im Freilichtmuseum Hagen. Das Video hat innerhalb eines Jahres über 2 Millionen Klicks erzielt.
Seit 2016 sind The O’Reillys and the Paddyhats bei der Booking Agentur „Contribe“, dem Plattenlabel „Flying Dolphin/Metalville“ und im Verlag Enorm Music.
Im August 2016 wurde ihr Album Seven Hearts One Soul wiederveröffentlicht.
Nur 6 Monate später am 3. Februar 2017 hat die Band ihr 2. Studioalbum Sign of the Fighter veröffentlicht. Auf der Platte ist neben einem Kurzkrimi-Hörspiel und 12 eigenen Songs auch ein Cover des bekannten Hits „The Boxer“ von Simon & Garfunkel zu finden.
Mit der Veröffentlichung ihres 3. Studioalbums Green Blood schafft es die Band, sich auf Platz 57 in den deutschen Albumcharts zu platzieren. Daraufhin folgte eine ausgedehnte Deutschland- und Schweiztour mit insgesamt 17 Terminen.
Im Juli 2022 trennen sich The O’Reillys and the Paddyhats  in beiderseitigem Einvernehmen von Gründungsmitglied und Sänger Sean O’Reilly. Seine Rolle übernimmt Paddy Maguire, der zuvor bereits seit März 2022 als Sänger ausgeholfen hatte.

## Diskografie
Alben
- 2016: Seven Hearts One Soul (Metalville)
- 2017: Sign of the Fighter (Metalville)
- 2018: Green Blood (Metalville)
- 2020: Dogs on the Leash (Metalville)
- 2021: In Strange Waters (Metalville)
- 2024: Coming Home (Indigo)

Kompilationen/Sampler
- 2015: Let the Kelts Unite Europe – mit „Paddyhats“
- 2016: Raise Your Pints Vol.1 – mit „Barrels of Whiskey“
- 2017: Raise Your Pints Vol.2 – mit „Sign of the Fighter“
- 2017: Mittelalter Party Vol.8 – mit „Barrels of Whiskey“
- 2018: Metalville – Ten Years of Rock – mit „Green Blood“

## Besondere Konzerte
- 2014: SO36, Berlin

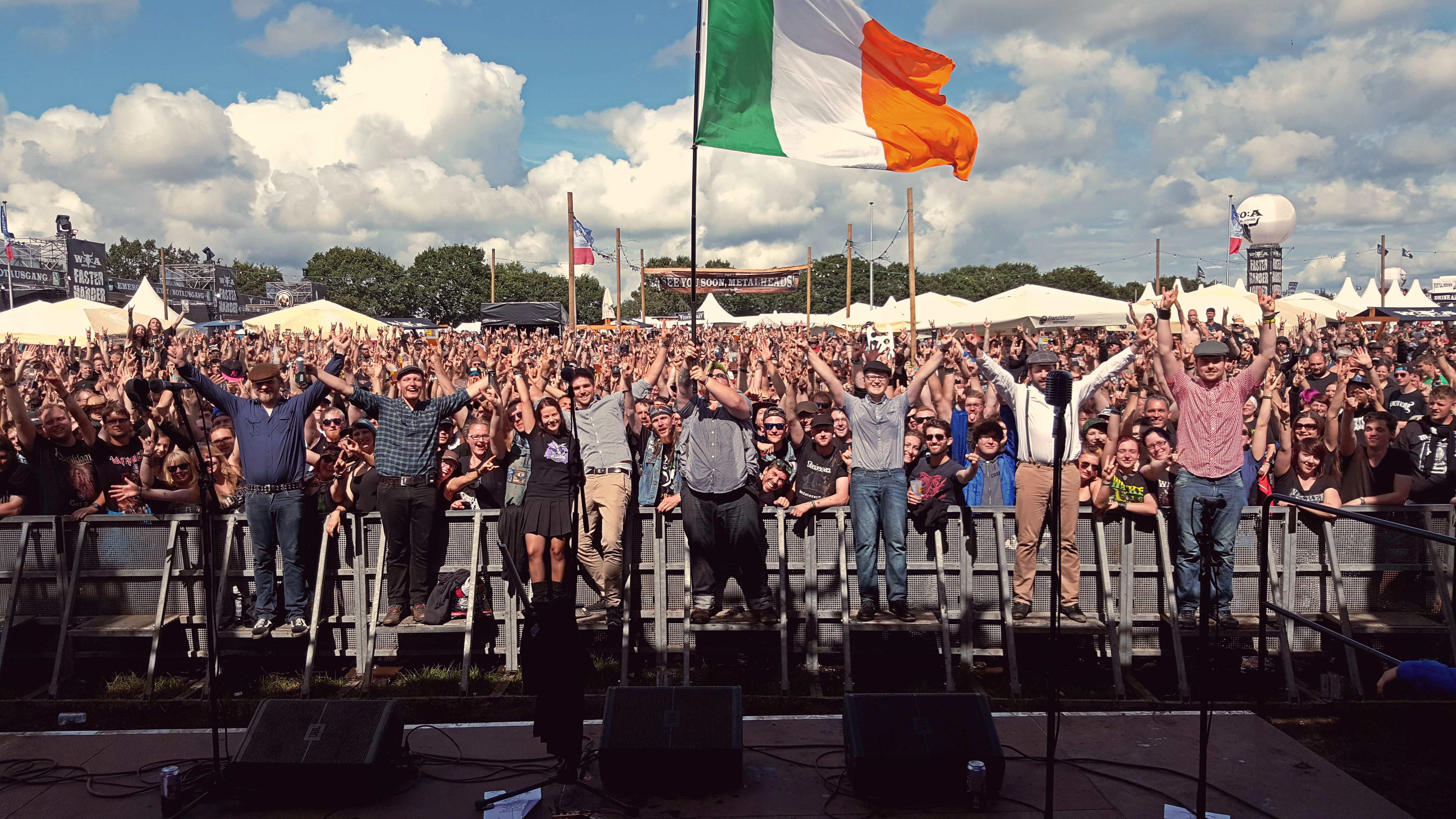
Paddyhats auf dem WOA 2016 (Beergarden Stage)

- 2015: Budapest, Barba Negra Music Club (Als Gast von Paddy and the Rats)
- 2016: Irish Folk Open Air Poyenberg
- 2016: Shamrock Castle (Festival von Fiddler’s Green)
- 2016: 3 Konzerte auf dem Wacken Open Air
- 2017: 12 Konzerte (Deutschland und Schweiz) als Vorband von Kärbholz
- 2017: Vorband von In Extremo auf dem Zeltfestival Rhein Neckar
- 2017: 4 Konzerte auf dem Wacken Open Air
- 2018: Poyenberg Irish Folk OOpn Air
- 2018: Folk in a Field (UK)
- 2018: Na Fir Bolg Festival (Belgien)
- 2018: Baltic Open Air
- 2019: Schlachthof Wiesbaden Kesselhaus
- 2019: AlpenFlair in Südtirol (Italien)
- 2019: Folk im Allgäu, Uttenhofen
- 2019: Rockharz Open Air, Ballenstedt
- 2019: Metfest, Deutschland (Jubiläumstour: 15 Jahre „Feuerschwanz“)
- 2023: Elbenwald-Festival (Cottbus)
- 2024: Hörnerfest, Brande-Hörnerkirchen
- 2024: Rockharz Open Air, Ballenstedt

## Belege
1. 1 2  Bastian Haumann: Ein Konzerterlebnis für alle Sinne. In: Westfalenpost. Funke Mediengruppe, 23. November 2014, abgerufen am 26. November 2017.
2. ↑  Stefan Scherer: Paddyhats aus Gevelsberg spielen dreimal in Wacken. In: Westfalenpost. Funke Mediengruppe, 23. Juli 2016, abgerufen am 26. November 2017.
3. ↑  The O'Reillys and the Paddyhats: The O'Reillys and the Paddyhats - Gemeinsam für ein neues Album - Startnext - startnext.com. Abgerufen am 4. Februar 2017.
4. ↑  Stefan Scherer: Auf den Spuren der ganz großen Musikstars. In: Westfalenpost. Funke Mediengruppe, 29. März 2016, abgerufen am 26. November 2017.
5. ↑  Stefan Scherer: Musikalisch deutlich gereift. In: ursprünglich Westfalenpost, später Westdeutsche Allgemeine Zeitung. 27. Januar 2017, abgerufen am 26. November 2017.
6. ↑  Stefan Scherer: „Paddyhats“ aus Gevelsberg: Zwischen Jobs und Musikkarriere. In: Westfalenpost. 27. Januar 2017, abgerufen am 26. November 2017.
7. ↑  The O’Reillys and the Paddyhats – Sign of the Fighter (2017) – celtic-rock.de. Abgerufen am 4. Februar 2017.
8. ↑  The O’Reillys & Paddyhats – Green Blood Tour 2018. In: celtic-rock.de. 29. August 2018 (celtic-rock.de [abgerufen am 9. Oktober 2018]).
9. ↑  Carmen Thomaschewski: Gevelsberg: Sänger Franz Wüstenberg verlässt die Paddyhats. 28. Juli 2022, abgerufen am 29. Juli 2022.
10. ↑  Chartverfolgung Deutschland